# Duoji Qiuyun
Duoji Qiuyun, född 15 december 1962, är en kinesisk bågskytt. Han deltog vid olympiska sommarspelen 1988.